# Boz Boorer
Boz Boorer, pseudonimo di Martin James Boorer (Edgware, 19 maggio 1962), è un chitarrista e produttore discografico britannico.

## Biografia
Nel 1977, assieme a Tim Worman (voce), Phil Bloomberg (basso) e Chris Hawkes (batteria), Boorer fonda la band rockabilly Cult Heroes con cui, dopo aver cambiato il nome della formazione in The Polecats, firma un contratto per la neonata etichetta discografica Nervous Records che prelude alla pubblicazione del loro primo singolo, Rockabilly Guy, uscito nel 1979. L'anno successivo la band passa alla major Mercury Records che, nel 1980, pubblica il loro album di maggior successo, dal titolo Polecats Are Go!
Dopo aver lasciato il gruppo, nel 1991, insieme con il chitarrista Alain Whyte, Boorer si unisce alla band del cantante inglese Morrissey, in previsione del tour di promozione del suo album KIll Uncle. Da quel momento in poi, assieme a Whyte, Boorer inizia anche a collaborare attivamente alla scrittura della musica nei successivi album di Morrissey, contribuendo a creare un nuovo sound con influenze jangle pop e rockabilly che ha in parte il merito di rivitalizzare la carriera dell'ex Smiths.
Pur continuando la collaborazione con Morrissey, Boorer ha anche lavorato con altri artisti, tra cui Adam Ant, Kirsty MacColl, Joan Armatrading, Jools Holland, e Edwyn Collins. Nel 2009 ha prodotto l'EP di debutto dei Tiguana Bibbie, intitolato "Child of the Moon". Nell'estate del 2010 ha registrato, prodotto e mixato il secondo album della garage band portoghese Murdering Tripping Blues, dal titolo "Share the Fire". Come artista solista, tra il 2001 e il 2015, Boorer ha pubblicato quattro album, l'ultimo dei quali, Some of the Parts, è uscito nel 2012 per l'etichetta Fabrique Records.